# Euryphura versicolora
Euryphura versicolora är en fjärilsart som beskrevs av Schultze 1920. Euryphura versicolora ingår i släktet Euryphura och familjen praktfjärilar. Inga underarter finns listade i Catalogue of Life.